# Grenzübergang Ikla/Ainaži

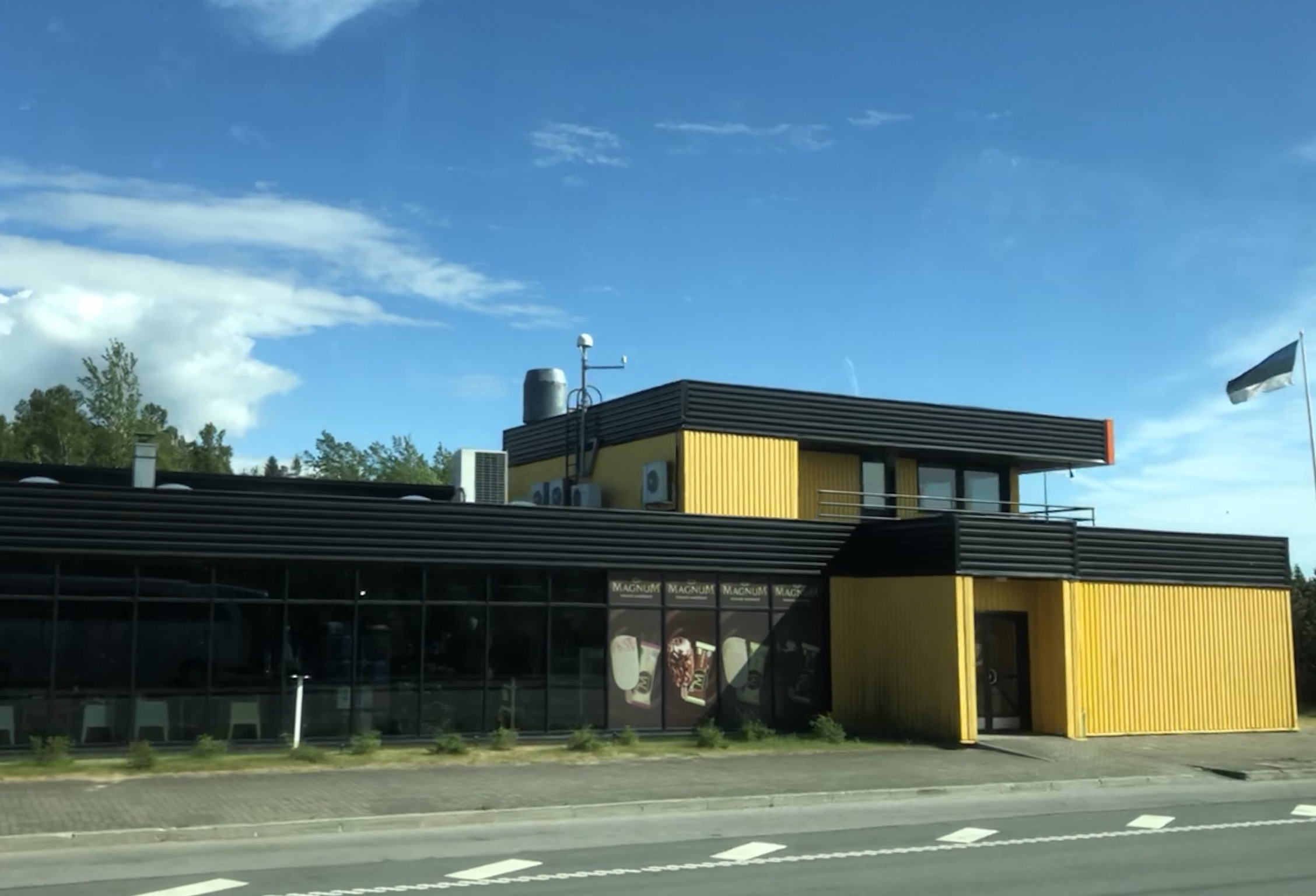
Grenzübergang Ikla/Ainaži, estnische Seite, 2018

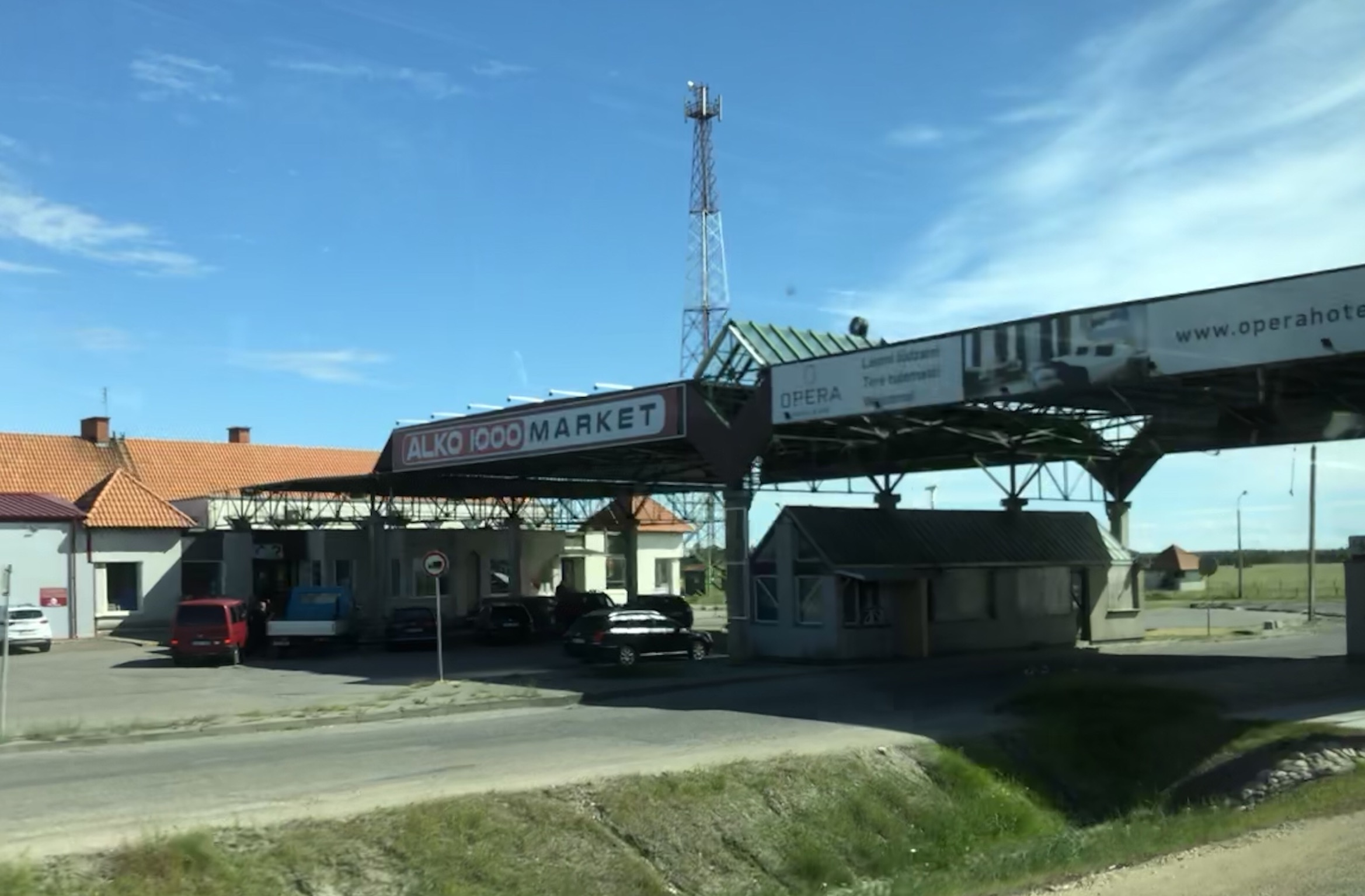
Lettische Seite, 2018

Der Grenzübergang Ikla/Ainaži (estnisch Ikla piiripunkt) ist ein Grenzübergang zwischen Estland und Lettland.

## Lage
Er befindet sich im Verlauf der von Helsinki nach Prag führenden Via Baltica (E67). Nach Norden führt die Straße als Põhimaantee 4 über Pärnu zur estnischen Hauptstadt Tallinn, nach Süden als Autoceļš A1 zur lettischen Hauptstadt Riga. Auf estnischer Seite liegt das Dorf Ikla (dt. Ikel), auf lettischer Seite Ainaži (dt. Haynasch).

## Geschichte
Der Grenzübergang beruht auf einem estnisch-lettischen Regierungsabkommen vom 10. Juli 1996. Mit dem Beitritt Estlands und Lettlands zur Europäischen Union endeten am 1. Mai 2004 die Zollkontrollen am Übergang. Seit der Zugehörigkeit der Länder zum Schengen-Raum wurden ab dem 21. Dezember 2007 auch die übrigen Grenzkontrollen eingestellt. Die Anlagen wurden dann zur Raststätte umgebaut.